# Mine de Paraburdoo
 (mars 2025).
La mine de Paraburdoo est une mine à ciel ouvert de fer située dans les monts Hamersley dans la région de Pilbara en Australie-Occidentale. La mine a produit 23 millions de tonnes de minerai de fer en 2009.